# Butt-Ugly Martians: Zoom or Doom!
Butt-Ugly Martians: Zoom or Doom!  est un jeu vidéo de course futuriste. Le jeu a été développé par Runecraft et édité  par Crave Entertainment. Il est sorti sur GameCube et PlayStation 2. Il s'agit d'une adaptation de la série télévisée d'animation Affreux Vilains Martiens.

## Système de jeu
Butt-Ugly Martians : Zoom or Doom ! est un jeu de courses sur Gamecube. Prenez les commandes de véhicules futuristes dans l'espace, évitez les attaques ennemies et remportez le trophée en gagnant les diverses épreuves s'offrant à vous.

## Accueil
- Jeux vidéo Magazine : 8/20[1]